# Raphia australis
Raphia australis là loài thực vật có hoa thuộc họ Arecaceae. Loài này được Oberm. & Strey miêu tả khoa học đầu tiên năm 1969.

## Hình ảnh

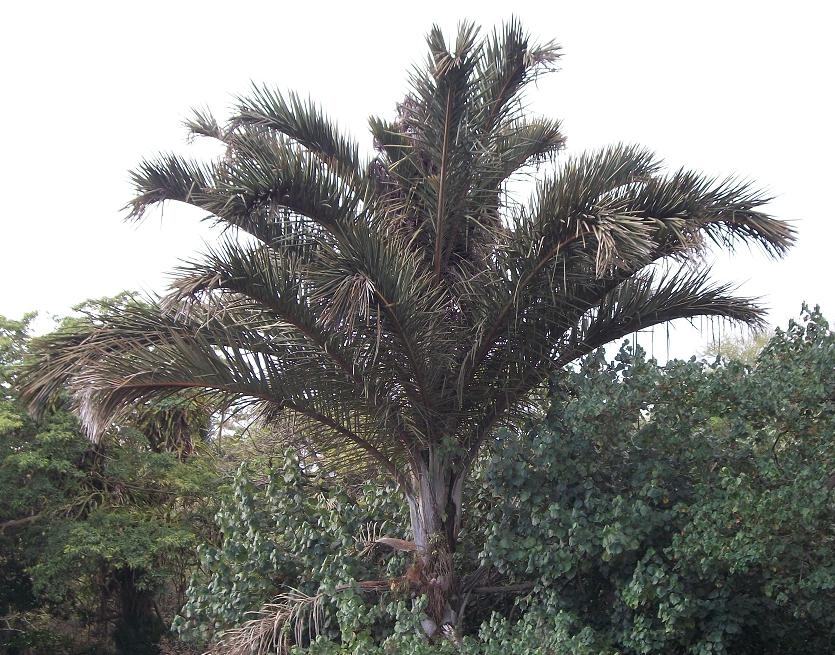
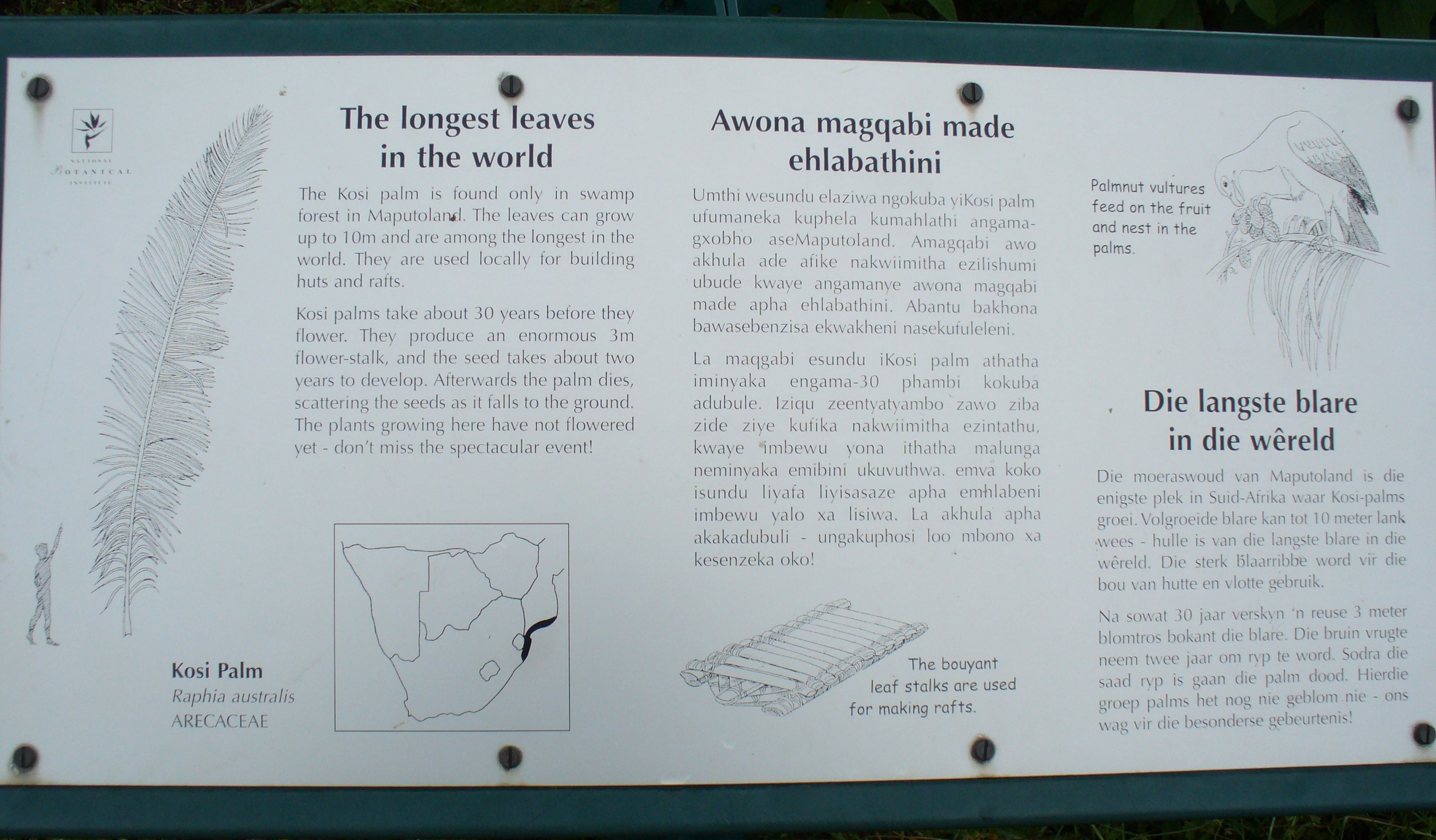